# Cyathea tsilotsilensis
Cyathea tsilotsilensis är en ormbunkeart som beskrevs av Tard. Cyathea tsilotsilensis ingår i släktet Cyathea och familjen Cyatheaceae. Inga underarter finns listade.